# Lycosa gigantea
Lycosa gigantea este o specie de păianjeni din genul Lycosa, familia Lycosidae. A fost descrisă pentru prima dată de Roewer, 1960. Conform Catalogue of Life specia Lycosa gigantea nu are subspecii cunoscute.